# ロシア銀行
ロシア銀行（ロシア語: Акционерный коммерческий банк Россия、АКБ Россия、Russia Bankまたは、Bank Rossiya）は、ロシアの銀行。1990年6月27日創設。本店はサンクトペテルブルクにある。